# Volume II: Power Drunk Majesty
Volume II: Power Drunk Majesty è il secondo album del supergruppo thrash metal statunitense Metal Allegiance pubblicato nel 2018 dall’etichetta Nuclear Blast.

## Tracce
1. The Accuser – 6:16
2. Bound by Silence – 4:57
3. Mother of Sin – 6:04
4. Terminal Illusion – 5:54
5. King with a Paper Crown – 6:57
6. Voodoo of the Godsend – 5:05
7. Liars & Thieves – 5:56
8. Impulse Control – 4:12
9. Power Drunk Majesty (Part I) – 4:15
10. Power Drunk Majesty (Part II) – 4:57

## Formazione
- David Ellefson - basso (nei brani King With A Paper Crown, Voodoo Of The Godsend, Liars & Thieves e Impulse Control)
- Mark Menghi - musiche e testi, basso (nei brani The Accuser, Bound By Silence, Mother Of Sin, Terminal Illusion, Power Drunk Majesty (Part I) e Power Drunk Majesty (Part II))
- Alex Skolnick - chitarra ritmica e solista
- Mike Portnoy - batteria

### Ospiti
- Troy Sanders (voce nel brano Liars & Thieves)
- Mark Osegueda (voce nei brani King With A Paper Crown, Impulse Control e Power Drunk Majesty (Part I))
- Trevor Strnad (voce nel brano The Accuser)
- Andreas Kisser (chitarra solista nei brani The Accuser e Mother Of Sin)
- John Bush (voce nel brano Bound By Silence)
- Bobby Blitz (voce nel brano Mother Of Sin)
- Johan Hegg (voce nel brano King With A Paper Crown)
- Mark Tornillo (voce nel brano Mother Of Sin)
- Nita Strauss (chitarra solista nel brano King With A Paper Crown)
- Max Cavalera (voce nel brano Voodoo Of The Godsend)
- Floor Jansen (voce nel brano Mother Of Sin e Power Drunk Majesty (Part II))
- Joe Satriani (chitarra solista nel brano Power Drunk Majesty (Part II))